# Федеральна парламентська асамблея Ефіопії
Парламент Ефіопії (амх. የፌዴራል ፓርላማ ምክር ቤት, латиніз. Ye-Fēdēralawī Parilama Mikir Bēt) — двопалатний законодавчий орган, що складається з Ради Федерації і Ради народних представників — верхньої та нижньої палат відповідно. Утворений у 1995 році відповідно до нової Конституції країни.
- Рада (Палата) Федерації (амх. የፌዴሬሽን ምክር ቤት — Yefedereshn Mekir Bet) складається з 112 членів. Рада Федерації формується радами регіонів, однак Конституція залишає за регіонами право вибору методу заповнення квоти.
- Рада (Палата) народних представників (амх. የሕዝብ ተወካዮች ምክር ቤት — Yehizbtewekayoch Mekir Bet) складається з 547 членів і формується на основі загального голосування за мажоритарною виборчою системою. 22 місця зарезервовано для національних меншин. За підсумками виборів 2005 року, 327 з 547 місць в нижній палаті контролює Революційно-демократичний фронт народів Ефіопії.